# Netbridge Investments
Netbridge Investments este companie de publishing online din România,
înființată în anul 2000 de Bogdan Secară.
Este deținută de fondul privat de investiții New Century Holdings (NCH),
care mai deține companiile Active Soft, iMedia, Vodanet, Netbridge Development, Acasă Media
În anul 2008 compania avea peste 500 de angajați și o cotă de 40% din publishingul online în România precum și o cotă de audiență de publicitate de 45% în 2006.
În iulie 2009, Tribunalul București a hotărât intrarea în procedura de insolvență a companiei Netbridge Investments SRL.
Decizia a venit după ce mai multe companii au acționat în judecată regia de publicitate online Boom Advertising, parte a Netbridge Investments pentru neplata datoriilor acumulate în ultimul an.

## Boom Advertising
Boom Advertising este divizia de publicitate a Netbridge Investments,
lansată în octombrie 2001.
În 2008, Boom Advertising a avut vânzări totale de 6,24 milioane euro.
Printre competitorii Boom se numără AdEvolution, ARBOmedia, Splendid Media Interactive și Media Pro Interactive.